# Piotr Bagiński
Piotr Bagiński (ur. 5 maja 1972 w Szczecinie) – polski zawodnik mieszanych sztuk walki i brazylijskiego jiu-jitsu (BJJ), wielokrotny medalista mistrzostw Polski oraz zagranicznych turniejów. Posiadacz czarnego pasa w BJJ oraz judo. Jest głównym trenerem jednego z czołowych polskich klubów MMA – Berserkers Team Szczecin, a także polskiej kadry w grapplingu.

## Kariera sportowa
Bagiński sztukami walki interesował się od najmłodszych lat. Jako młody chłopak zaczął trenować judo. W 1999 roku założył razem z Mariuszem Linke, Maciejem Linke oraz Robertem Siedziako klub Berserker’s Team Poland, gdzie początkowo trenowali głównie judo. Bagiński razem z resztą założycieli klubu interesowali się technikami parterowymi, jak i vale tudo, co zaowocowało nawiązaniem współpracy z Karolem Matuszczakiem, który jako pierwszy sprowadził do Polski i nauczał technik brazylijskiego jiu-jitsu.
Swój pierwszy większy sukces zanotował w 2005 roku zajmując 3. miejsce na Mistrzostwach Polski w submission wrestlingu. Rok później zwyciężał m.in. w Otwartym Turnieju BJJ Copa de Polonia w kat. open, zdobywał Mistrzostwo Polski w BJJ w kat. -85 kg, zajął 2. miejsce na Mistrzostwach Europy w Lizbonie oraz również na tych samych mistrzostwach 3. miejsce w kat. open w BJJ. W 2007 roku zdobył srebrny medal na Mundialu organizacji CBJJE w São Paulo w dywizji czarnych pasów. W 2009 roku zdobywał złote medale na Mistrzostwach Europy BJJ organizacji CBJJE odbywające się w Szwajcarii w kat. open oraz -88.3 kg.
W listopadzie 2009 roku został mianowany przez Polski Związek Zapaśniczy trenerem kadry narodowej w grapplingu.
30 stycznia 2012 roku zdobył złoty medal na Mistrzostwach Europy w BJJ w Lizbonie w wadze półciężkiej.

## Kariera MMA
Bagiński wraz ze startowaniem w zawodach BJJ zawodowo walczył w mieszanych sztukach walki (MMA). Swój debiut zanotował 11 stycznia 2004 roku na organizowanej przez klub Berserskers Team gali Berserkers Arena. Przeciwnikiem Bagińskiego był ówcześnie debiutujący wtedy w MMA, przyszły zawodnik UFC Tomasz Drwal. Zasady pojedynku obejmowały tylko wygraną przed czasem na skutek nokautu lub poddania przeciwnika bez podziału na rundy. Po 30 minutach wyrównanego pojedynku został ogłoszony remis.
Kolejny pojedynek stoczył ponad rok później w Niemczech na gali Fight Club Berlin 5 w Berlinie. Rywalem Bagińskiego był Czech Tomas Kuzela.
W 3. rundzie pojedynku Bagiński poddał Kuzele duszeniem i tym samym zanotował swoją pierwszą zawodową wygraną w MMA.
Następny pojedynek stoczył prawie ponad rok od zwycięstwa nad Czechem, spowodowane to było głównie wzmożonymi startami w zawodach BJJ.
3 czerwca 2006 roku wystartował w turnieju na gali KSW 5. W pierwszym pojedynku został zestawiony z weteranem rosyjskich ringów Białorusinem Władimirem Juszko. Bagiński wygrał z Białorusinem przez poddanie (duszenie trójkątne rękoma) w 2. rundzie.
W półfinale spotkał się z Francuzem Francisem Carmontem. Bagiński przegrał przez techniczny nokaut pod koniec 1. rundy z Carmontem na skutek uderzenia kolanem w głowę i ciosami pięściami.
Pod koniec tego samego roku stoczył przegrany pojedynek na niemieckiej gali Fight Club Berlin 8. Bagiński przegrał przez techniczny nokaut z Niemcem Andre Balschmieterem.
Swoją ostatnią pożegnalną walkę w MMA stoczył 10 listopada 2007 roku na gali KSW 8. Wygrał wtedy z Niemcem Maikiem Stumbriesem przez większościową decyzję sędziowską po 3. rundach.

## Osiągnięcia[3][10]

### Brazylijskie jiu-jitsu
- 2018: XV Mistrzostwa Polski ADCC

- 1 miejsce w kat. Pro -99kg[11]

- 1 miejsce w kat. Master 2 zaawansowany – 91kg

- 2016: XII Mistrzostwa Polski ADCC – 1. miejsce w kat. -85,9 kg[12]
- 2012: Mistrzostwa Europy w BJJ w Lizbonie – 1. miejsce
- 2009: Mistrzostwa Europy BJJ organizacji CBJJE w Morges – 1. miejsce w kat. -88 kg. oraz kat. open.
- 2009: Mistrzostwa Świata Weteranów 4th World Wrestling Games w Siauli – 1. miejsce w kat. -84 kg.
- 2007: Mundial CBJJE w São Paulo – 1. miejsce
- 2006: Międzynarodowe Mistrzostwa Niemiec – 1. miejsce w kat. -91 kg oraz kat. open.
- 2006: Otwarty Turniej BJJ Copa de Polonia – 1. miejsce w kat. open.
- 2006: Mistrzostwa Europy w Lizbonie – 2. miejsce oraz 3. miejsce w kat. open.
- 2006: Mistrzostwa Polski w submission wrestlingu – 1. miejsce
- 2005: Mistrzostwa Polski w submission wrestlingu – 3. miejsce
- 2021: XVII Mistrzostwa Polski BJJ – 1. miejsce w kat. open masters[13]
- Czarny pas BJJ i Judo[14].

### Mieszane sztuki walki
- 2006: KSW 5 – półfinalista turnieju

## Lista walk w MMA
| Wynik     | Bilans | Przeciwnik (bilans przed walką) | Rozstrzygnięcie                                    | Runda | Czas  | Rozgrywki             | Data       | Miejsce   | Uwagi                             |
| --------- | ------ | ------------------------------- | -------------------------------------------------- | ----- | ----- | --------------------- | ---------- | --------- | --------------------------------- |
| Wygrana   | 4-2-1  | Maik Stumbries (2-4)            | Decyzja (większościowa)                            | 3     | 3:00  | KSW 8                 | 10.11.2007 | Warszawa  |                                   |
| Przegrana | 3-2-1  | Andre Balschmieter (7-13)       | TKO                                                | 2     | 2:04  | Fight Club Berlin 8   | 19.11.2006 | Berlin    |                                   |
| Przegrana | 3-1-1  | Francis Carmont (6-4)           | TKO (uderzenie kolanem i ciosy pięściami)          | 1     | 4:35  | KSW 5                 | 03.06.2006 | Warszawa  | Przegrał w półfinale turnieju KSW |
| Wygrana   | 3-0-1  | Władimir Juszko (12-12-2)       | Poddanie (duszenie trójkątne rękoma)               | 2     | 1:44  | KSW 5                 | 03.06.2006 | Warszawa  | Ćwierćfinał turnieju KSW          |
| Wygrana   | 2-0-1  | Maik Stumbries (1-2)            | TKO (przerwanie przez lekarza-kontuzja)            | 1     | ?     | La Onda – Fight Night | 07.05.2006 | Ilsenburg |                                   |
| Wygrana   | 1-0-1  | Tomas Kuzela (0-1)              | Poddanie (duszenie przedramieniem uciskając krtań) | 3     | ?     | Fight Club Berlin 5   | 24.04.2005 | Berlin    |                                   |
| Remis     | 0-0-1  | Tomasz Drwal (0-0)              | Remis                                              | 1     | 30:00 | Berserkers Arena 2    | 11.01.2004 | Szczecin  | Debiut w MMA                      |